# 2º Reggimento genio guastatori alpino
Il 2º Reggimento genio guastatori è un reparto guastatori dell'Esercito Italiano con sede a Trento; dipende dalla Brigata alpina "Julia". Con il 32º Reggimento genio guastatori  è uno dei due reggimenti guastatori alpini.

## Storia
La storia dell'unità d'Italia si riallaccia al 2º Reggimento Zappatori del 1860 e si dipana attraverso la storia d'Italia nelle campagne per l'unità del 1860-61, contro il Brigantaggio (1860-70), la 3ª Guerra d'Indipendenza (1866) e la presa di Roma (1870), l'Eritrea (1895-96), la Libia (1911-12), la Grande Guerra (1915-18), la spedizione del Mediterraneo orientale, Anatolia nel 1919-20 e quindi nella 2ª Guerra Mondiale alla frontiera francese nel 1940, nei Balcani nel 1941 e nel 1942 ed in Russia nel 1942-43.
Nel giugno del 2010 il 2º Reggimento festeggiava il 150º anno dalla costituzione risultando il reggimento del genio da combattimento più "vecchio" d'Italia. In tale ricorrenza riceveva dal Comune di Trento il " Vigilio d'oro"https://www.giornaletrentino.it/cronaca/trento/trento-il-san-vigilio-d-oro-a-demattèdemozzi-e-al-genio-guastatori-1.801147) . Inoltre veniva realizzato, su input del Comandante di Rgt. e con la partecipazione volontaria di alcuni ufficiali , il finanziamento concesso dalla Provincia di Trento, un Libro sulla storia del Reggimento.( https://www.ladigetto.it/permalink/2191.html)

### Dopoguerra
Ricostituito in Bolzano il 20 aprile 1954 come 2º battaglione Minatori, il reparto segue l'evoluzione delle unità del Corpo d'Armata alpino.
Impegnato nel 1976 nelle emergenze a seguito del terremoto del Friuli e nel disastro della Val di Stava (1985).
Il Reggimento appartiene alla specialità Guastatori dal 1986 quando il preesistente 2º battaglione Minatori viene convertito al nuovo impiego, con la Compagnia Genio Pionieri che diviene Compagnia Genio Guastatori, e denominato 2º Battaglione genio guastatori “Iseo”, inquadrato nel IV Corpo d'armata alpino.
È intervenuto in Valtellina (1987), e divenuto reggimento nel 1992, dal 1993 concorse con personale e mezzi alle operazioni in Albania (Pellicano), Somalia (Ibis) e Mozambico (Albatros).
Dal 1995 la sede è a Trento nella caserma "Cesare Battisti". Nel 1997 il reggimento passa alle dipendenze della Brigata alpina "Julia".
Nell'estate del 2000 un plotone di genieri alpini inquadrati nel 2º reggimento alpini partecipano all'operazione Joint Forge (24 aprile 1998 - 1º dicembre 2004), inquadrati nella forza multinazionale della NATO dispiegata in Bosnia ed Erzegovina Stabilisation Force (SFOR). Questo è stato il primo impiego di VFA (volontari a ferma annuale) in un contesto di missioni internazionali.
Da Ottobre 2010 ad Aprile 2011 il 2* Rgt. si rischierava ad Herat in Afghanistan. Per la prima volta la Bandiera di guerra e il Comandante di Reggimento uscivano dal territorio nazionale per partecipare ad una missione oltremare unitamente alla Brigata Alpina Julia. Il 2° è stato il primo reggimento del Genio Guastatori in Afghanistan in un momento particolarmente cruento e tormentato. La missione è stata portata a termine con successo.
La missione in Afghanistan è stato il "battesimo del fuoco" per il 2° guastatori dimostrando l'ottimo livello professionale raggiunto. In particolare la 1^ Cp "Tobruk"(vecchia numerazione e nome) rischierata, in anticipo rispetto al Reggimento, e per quasi 8 mesi, nella valle del Gulistan detta valle della morte", ebbe modo in più combattimenti per "imboscata" di dimostrare coraggio, intelligenza tattica e capacità di mantenimento dell'iniziativa. Tale comportamento, su proposta del Comandante di Reggimento, è stato riconosciuto con tre medaglie d'argento al valore militare e numerosi encomi.
Il 22 ottobre 2020, dopo tre anni di comando, il Colonnello Gaetano Celestre ha consegnato il comando del Reggimento al Colonnello Michele Quarto.

## Soccorso alla popolazione
- Febbraio 2012: aliquote di personale e mezzi del 2º Rgt. genio guastatori sono mobilitati per l'emergenza maltempo e sono intervenuti per ripristinare la viabilità nelle provincia di Forlì - Cesena e Ancona nelle località di Fabriano e Sassoferrato.[2][3]
- Febbraio 2010: Haiti (mar dei Caraibi) con solo 37 ore di preavviso un piccolo contingente su base XXXI Btg si recava a portare soccorso post- terremoto ad HAITI. La missione è stata caratterizzata per la risposta "corale" del personale del Reggimento che in pochissime ore riuscire a mettere in grado una aliquota di operatori di macchine stradali, meccanici di partire, su nave CAVOUR, per una missione umanitaria che rimarrà nella memoria. Anche in questo caso è stato realizzato, su progetto del Cte di reggimento e dell'Assessore alla cooperazione internazionale della provincia di Trento un libro https://www.ladigetto.it/permalink/14366.html

## Comandanti
- Colonnello Di Donato Giuseppe (1995 - 1996)
- Colonnello Antonelli Luigi (1996 - 2000)
- Colonnello Franci Roberto (2000 - 2001)
- Colonnello Musso Giovanni (2000 - 2004)
- Colonnello Settanni Francesco (2004 - 2006)
- Colonnello Fanni Maurizio (2006 - 2009)
- Colonnello Scaratti Pier Luigi (2009 - 2011)[4]
- Colonnello Fanigliulo Roberto (2011 - 2012)
- Colonnello Fioretto Giovanni (2012 - 2014)
- Colonnello Musti Luigi (2014 - 2017)
- Colonnello Celestre Gaetano (2017 - 2020)
- Colonnello Quarto Michele (2020 - 2024)[5]
- Colonnello Davide Cazzani (2024 - in carica)[6]

## Simboli

### Scudo
Inquartato. Nel primo d'azzurro al tridente bizantino d'Ucraina; nel secondo di Gaeta che è inquartato di rosso alla croce d'oro accantonata da quattro B all'antica, affrontati, pure d'oro, nel secondo e terzo d'argento al capo di rosso, sul tutto una rotella d'azzurro raggiante d'oro al monogramma di Cristo IHS d'argento; nel quarto di Belluno che è d'azzurro alla croce d'oro, accantonata nei primi due quartieri da due draghi alati, affrontati di rosso.

### Ornamenti
Sullo scudo corona turrita d'oro, accompagnata sotto da cinque nastri annodati nella corona, scendenti e svolazzanti in sbarra e in banda al lato dello scudo, uno d'azzurro filettati d'argento, tre d'azzurro, uno d'azzurro e bronzo ed uno tricolore rappresentativi delle ricompense al Valore. Sotto lo scudo su lista bifida d'oro, svolazzante, con la concavità rivolta verso l'alto, il motto "Per omnia asperrima".

## Onorificenze
Nella sua storia il 2º Reggimento genio guastatori alpino ha meritato le seguenti onorificenze alla bandiera: